# Voyant Tools
Voyant Tools је апликација отвореног кода заснована на примени Интернета, намењена извршавању анализе текста. Подржава научно читање и тумачење текстова или корпуса, посебно научника из дигиталних хуманистичких наука, али и ученика и шире јавности. Може се користити за анализу мрежних текстова или оних које су унели сами корисници. Voyant има велику међународну базу корисника. Само у октобру 2016. главни Voyant-ов сервер имао је 81.686 прегледа страница, укључујући 156 земаља и позивајући се на алат 1.173.252 пута.
„Voyant је замишљен да побољша читање, помоћу употребе лагане аналитике текста, попут листи фреквенцијских речи, графикона расподеле фреквенција и КВИЦ дисплеја.” Његов интерфејс се састоји од панела који обављају различите аналитичке задатке. Ови панели се такође могу уградити у спољне веб текстове (нпр. Веб чланак може садржати Voyant плочу која од њега ствара облак речи). Књига Херменеутика: Компјутерски потпомогнута интерпретација у хуманистичким наукама приказује различите приступе анализи текста помоћу Voyantа.

## Историја
Voyant Tools су развили Стефан Синклер (Универзитет Макгил) и Џофри Роквел (Универзитет у Алберти). Ова апликација се редовно ажурира. Она се развила из ранијих алата за анализу текста, укључујући HyperPo, Taporware и ТACT. Међу сарадницима се налазе Ендру Мекдоналд, Сирил Брикет, Лиса Годард и Марк Туркато.

## Опсег употребе
Истраживачи су користили Voyant Tools за анализу текстова у широком спектру контекста, укључујући књижевност, наставу језика, здравствену заштиту, и архитектуру система. Описујући приступе проучавању Интернета помоћу копирања са Интернета, Блек је приметио да је „пројекат Voyant Tools одличан извор за учење о подацима, које хуманисти могу да цитирају из извора доступних на интернету, јер већ подржава цитирање текстова са веб страница“.
Бројни међународни пројекти из области дигиталне хуманистике користе Voyant Tools на сопственим серверима. Међу пројектима се налазе следећи пројекти: француски пројекат Humа-Num, италијански пројекат CNR ILC и немачки пројекат DARIAH-DE.